# ATP Challenger Ismaning
Das ATP Challenger Ismaning (offiziell Wolffkran Open) war ein Tennisturnier in Ismaning, das zwischen 2017 und 2023 jährlich ausgetragen wurde. Es war Teil der ATP Challenger Tour und wurde in der Halle auf Teppich gespielt.
Das Turnier fand auf der Anlage des TC Ismaning statt und sollte dort auch langfristig beheimatet werden. Die Wolffkran Holding AG war Titelsponsor. Veranstaltet wurden die Wolffkran Open von der Tennisspirit GbR mit den beiden Gesellschaftern Florian Kainz und Peter Aurnhammer. Aurnhammer fungierte auch als Turnierdirektor.
Bei der ersten Auflage erreichten die Wolffkran Open rund 5000 Zuschauer während der Turnierwoche. Ein besonderes Highlight war dabei der Besuch von Boris Becker im Rahmen einer vom Deutschen Tennis Bund auf der Turnieranlage veranstalteten Podiumsdiskussion zur Zukunft des deutschen Herrentennis. Yannick Hanfmann gewann bei der ersten Ausgabe seinen ersten Challenger-Titel.

## Liste der Sieger

### Einzel
| Jahr | Sieger             | Finalgegner             | Finalergebnis    |
| ---- | ------------------ | ----------------------- | ---------------- |
| 2023 | Antoine Bellier    | Maximilian Marterer     | 7:65, 6:75, 7:66 |
| 2022 | Quentin Halys      | Max Hans Rehberg        | 7:66, 6:3        |
| 2021 | Oscar Otte         | Lukáš Lacko             | 6:4, 6:4         |
| 2020 | Marc-Andrea Hüsler | Botic van de Zandschulp | 6:73, 7:62, 7:5  |
| 2019 | Lukáš Lacko        | Maxime Cressy           | 6:3, 6:0         |
| 2018 | Filippo Baldi      | Gleb Sakharov           | 6:4, 6:4         |
| 2017 | Yannick Hanfmann   | Lorenzo Sonego          | 6:4, 3:6, 7:5    |

### Doppel
| Jahr | Sieger                                | Finalgegner                        | Finalergebnis     |
| ---- | ------------------------------------- | ---------------------------------- | ----------------- |
| 2023 | N. Sriram Balaji Andre Begemann (3)   | Constantin Frantzen Hendrik Jebens | 7:64, 6:4         |
| 2022 | Michaël Geerts Patrik Niklas-Salminen | Fabian Fallert Hendrik Jebens      | 7:65, 7:68        |
| 2021 | Andre Begemann (2) Igor Zelenay       | Marek Gengel Tomáš Macháč          | 6:2, 6:4          |
| 2020 | Andre Begemann (1) David Pel          | Lloyd Glasspool Alex Lawson        | 5:7, 7:62, [10:4] |
| 2019 | Quentin Halys Tristan Lamasine        | Jamie Cerretani Maxime Cressy      | 6:3, 7:5          |
| 2018 | Purav Raja Antonio Šančić             | Rameez Junaid David Pel            | 5:7, 6:4, [10:5]  |
| 2017 | Marin Draganja Tomislav Draganja      | Dustin Brown Tim Pütz              | 6:71, 6:2, [10:8] |